# 七龍珠Z 復活的「F」
《七龍珠Z 復活的「F」》（日語：ドラゴンボールZ 復活の「F」）是七龍珠在2015年4月18日上映的第19部劇場版動畫。亦是鳥山明首部劇本的劇場版動畫，也是七龍珠Z的第15部劇場版動畫，亦是《七龍珠Z》的最後一部劇場版動畫。，台灣在2015年5月1日上映，香港在2015年5月21日上映，中国大陆于2016年10月21日上映。

## 故事
在与破坏神比鲁斯的战斗3年之后，地球再度迎来和平，但弗利萨军残存的索魯贝为了寻找龙珠而逼近地球。其目的是为了让军团再起而令弗利萨复活。宇宙史上最邪恶的这一愿望终于实现，复活的弗利萨计划着向悟空他们这些赛亚人复仇……于是新弗利萨军聚集到地球，悟饭、比克、克林、龜仙人、天津飯与1000名士兵展开激战。悟空与贝吉塔开始了与弗利萨的宿命对决，但弗利萨的实力却获得了压倒性的提升！弗利沙變身新形態為「黃金弗利沙」，悟空也變身新形態為「超級賽亞人藍」跟弗利沙展開激戰，激戰中悟空發現黃金弗利沙的弱點，不斷地攻擊使弗利沙下風，悟空好心放過弗利沙一時鬆懈就遭索魯貝暗算而重傷，悟空倒下時由達爾輪流上陣對付弗利沙，悟空吃了克林的仙豆而全回復。達爾同樣變身為超級賽亞人藍的壓倒性攻擊將弗利沙逼上絕路，當達爾要消滅弗利沙時，結果弗利沙毀滅地球！維斯將時間倒回三分鐘的幫助下悟空終於消滅了弗利沙，地球再度得救了。
在TV特别篇版本中追加在未来世界中特兰克斯与黑的战斗，然后提起弗利萨篇中悟空与Z战士们的经过。

## 配音員
| 角色       | 配音員      | 配音員 | 配音員 | 配音員               |
| 角色       | 日本        | 台灣   | 大陆   | 美国                 |
| ---------- | ----------- | ------ | ------ | -------------------- |
| 孫悟空     | 野澤雅子    | 于正昌 | 沈达威 | Sean Schemmel        |
| 孫悟飯     | 野澤雅子    | 于正昇 | 马洋   | Kyle Hebert          |
| 贝吉塔     | 堀川亮      | 于正昇 | 李正翔 | Christopher R. Sabat |
| 比克       | 古川登志夫  | 林谷珍 | 桂楠   |                      |
| 克林       | 田中真弓    | 劉如蘋 | 周帅   | Sonny Strait         |
| 特兰克斯   | 草尾毅      | 于正昌 |        | Eric Vale            |
| 天津飯     | 綠川光      | 于正昌 | 傅森   | John Burgmeier       |
| 龟仙人     | 佐藤正治    | 孫中台 | 陈兆雄 | Mike McFarland       |
| 布尔玛     | 鹤弘美      | 楊凱凱 | 詹佳   | Monica Rial          |
| 比迪丽     | 皆口裕子    | 楊凱凱 | 陈梅君 | Kara Edwards         |
| 人造人18号 | 伊藤美紀    | 楊凱凱 |        | Meredith McCoy       |
| 皮拉夫     | 千葉繁      | 劉如蘋 |        | Chuck Huber          |
| 小舞       | 山田荣子    | 楊凱凱 |        | Colleen Clinkenbeard |
| 阿修       | 玄田哲章    | 不详   |        | Chris Cason          |
| 比魯斯     | 山寺宏一    | 林谷珍 | 海帆   | Jason Douglas        |
| 維斯       | 森田成一    | 何志威 | 沈磊   | Ian Sinclair         |
| 预言鱼     | 中川翔子    | 楊凱凱 |        | Monica Rial          |
| 西萨米     | 稻田彻      | 林谷珍 | 程玉珠 | Brad Venable         |
| 加克       | 花江夏树    | 何志威 | 翟巍   | Todd Haberkorn       |
| 塔格瑪     | 中井和哉    | 于正昇 |        | Micah Solusod        |
| 布里夫博士 | 田中亮一    | 符爽   |        | Mark Stoddard        |
| 索尔贝     | 斋藤志郎    | 孫中台 | 樊俊航 | Jeremy Schwartz      |
| 弗利萨     | 中尾隆聖    | 符爽   | 刘钦   | Chris Ayres          |
| 神龍       | 大友龍三郎  | 林谷珍 | 程玉珠 | Christopher R. Sabat |
| 强盗       | 平井启二    | 于正昌 |        | Pending              |
| 部下       | 藤本隆弘    | 孫中台 |        | Pending              |
| 天使       | 桃色幸运草Z | 不详   |        | Pending              |
| 旁白       | 八奈見乘兒  | 不详   |        | Kyle Hebert          |

## 制作人员
- 原作、剧本、角色设计：鸟山明
- 监督、作画监督：山室直仪
- 音乐：住友纪人
- 美术监督：行信三
- 色彩设计：堀田哲平
- 特殊效果：太田直
- CG监督：牧野快
- 摄影监督：元木洋介
- 制作担当：藤冈和实
- 动画制作：东映动画
- 制作：「2015 龙珠Z」制作委员会
- 配给：东映
- 配给协力：20世纪福克斯电影公司

## 主題歌
主題曲：“（“Z”的誓言）”
作詞：森雪之丞，作曲：NARASAKI，編曲：NARASAKI、，歌：桃色幸運草Z
插入曲：“F”
作詞・作曲：，歌：Maximum The Hormone

## 評價
七龍珠Z 復活的「F」在日本上映後，票房最終達到37.4億円。獲得第39回日本電影金像獎的優秀動畫作品賞和第33回ゴールデングロス賞的日本映画部門優秀銀賞

## 相關書籍
漫畫
漫畫版在《V-Jump》2015年4月號－2015年6月號連載並由Toyble擔任作畫，全3話。未發行單行本。
全彩漫畫
- 2015年12月4日發行、ISBN 978-4-08-880696-9（集英社）

## 外部連結
- 互联网电影数据库（IMDb）上《七龍珠Z 復活的「F」》的资料（英文）